# Герберт Панкнін
Герберт Панкнін (нім. Herbert Panknin; 27 грудня 1913, Нойштеттін — 15 березня 2001) — німецький військовий інженер, капітан-лейтенант-інженер крігсмаріне, капітан-цур-зее бундесмаріне.

## Біографія
В квітні 1934 року вступив на флот. Відразу після завершення офіцерської підготовки в 1937 році вступив у підводний флот. З грудня 1938 по липень 1940 року — головний інженер підводного човна U-57, здійснив 9 походів (разом 131 днів у морі), з вересня 1940 по листопад 1941 року — U-106, здійснив 9 походів (разом 179 днів у морі). З листопада 1941 року — інженер 9-ї флотилії підводних човнів у Бресті. З вересня 1943 по травень 1945 року — головний інженер U-861, здійснив 2 походи (разом 250 днів у морі). В травні 1945 року взятий в полон союзниками, в серпні звільнений.
В 1958 році вступив в бундесмаріне, кілька років прослужив на різних технічних посадах. В 1966 році став командиром 2-го технічного морського училища в Бремергафені. В березні 1973 року вийшов на пенсію.

## Звання
- Фенріх-цур-зее-інженер (1 липня 1935)
- Оберфенріх-цур-зее-інженер (1 січня 1937)
- Лейтенант-цур-зее-інженер (1 квітня 1937)
- Оберлейтенант-цур-зее-інженер (1 квітня 1939)
- Капітан-лейтенант-інженер (1 лютого 1942)

## Нагороди
- Медаль «За вислугу років у Вермахті» 4-го класу (4 роки)
- Нагрудний знак підводника
- Залізний хрест
  - 2-го класу
  - 1-го класу (2 лютого 1942)
- Німецький хрест в золоті (2 лютого 1942)
- Лицарський хрест Залізного хреста (4 вересня 1943)